# Кашел (Типперэри)
Кашел (англ. Cashel; ирл. Caiseal (Кашял), «каменное кольцевое укрепление») — (малый) город в Ирландии, находится в графстве Южный Типперэри (провинция Манстер).
Считается, что именно в этих местах Святой Патрик крестил короля Энгуса мак Над Фройха, первого христианского король Мунстера, причём случайно ранив его крестом (король счёл это частью ритуала и молча стерпел боль). В X веке здесь был коронован Бриан Бору, Верховный король Ирландии. С 1101 года Кашел является резиденцией архиепископа Ирландии — в этом году король Муртаг О’Брайен пожертвовал церкви эту резиденцию мунстерских королей.
Скала Кашел — одна из известнейших достопримечательностей Ирландии.

## Демография
Население — 2936 человек (по переписи 2006 года). В 2002 году население составляло 2770 человек. При этом, население внутри городской черты (legal area) было 2413, население пригородов (environs) — 523.
Данные переписи 2006 года:
| Общие демографические показатели |               |                               |                               |      |      |
| Всё население                    | Всё население | Изменения населения 2002—2006 | Изменения населения 2002—2006 | 2006 | 2006 |
| 2002                             | 2006          | чел.                          | %                             | муж. | жен. |
| 2770                             | 2936          | 166                           | 6,0                           | 1406 | 1530 |

В нижеприводимых таблицах сумма всех ответов (столбец «сумма»), как правило, меньше общего населения населённого пункта (столбец «2006»).
| Религия (Тема 2 — 5 : Число людей по религиям, 2006) |             |                |             |            |       |      |
| Католики, чел.                                       | Католики, % | Другая религия | Без религии | не указано | сумма | 2006 |
| 2688                                                 | 91,6        | 167            | 46          | 35         | 2936  | 2936 |

| Этно-расовый состав (Этничность. Тема 2 — 3 : Постоянное население по этническому или культурному происхождению, 2006) |            |              |       |        |        |            |       |       |
| Белые ирландцы | Лухт-шулта | Другие белые | Негры | Азиаты | Другие | Не указано | сумма | 2006  |
| 2478 | 10         | 229          | 13    | 71     | 50     | 35         | 2886  | 2936  |
| Доля от всех отвечавших на вопрос, %                                                                                   |            |              |       |        |        |            |       |       |
| 85,9 | 0,3        | 7,9          | 0,5   | 2,5    | 1,7    | 1,2        | 100   | 98,31 |

1 — доля отвечавших на вопрос о языке от всего населения.
| Владение ирландским языком (Тема 3 — 1 : Число людей от 3 лет и старше по способности говорить по-ирландски, 2006) |      |            |       |       |
| Владеете ли Вы ирландским языком?                                                                                  |      |            |       |       |
| Да | Нет  | Не указано | сумма | 2006  |
| 967 | 1787 | 59         | 2813  | 2936  |
| Доля от всех отвечавших на вопрос о языке, %                                                                       |      |            |       |       |
| 34,4 | 63,5 | 2,1        | 100   | 95,81 |

1 — доля отвечавших на вопрос о языке от всего населения.
| Использование ирландского языка (Тема 3 — 2 : Говорящие по-ирландски от 3 лет и старше по частоте использования ирландского языка, 2006) |                                                            |                                               |                                               |                                               |                                               |                                               |       |                                     |      |
| Как часто и где Вы говорите по-ирландски?                                                                                                |                                                            |                                               |                                               |                                               |                                               |                                               |       |                                     |      |
| ежедневно, только в образовательных учреждениях                                                                                          | ежедневно, как в образовательных учреждениях, так и вне их | в других местах (вне образовательной системы) | в других местах (вне образовательной системы) | в других местах (вне образовательной системы) | в других местах (вне образовательной системы) | в других местах (вне образовательной системы) | сумма | всего, отвечавших на вопрос о языке | 2006 |
| ежедневно, только в образовательных учреждениях                                                                                          | ежедневно, как в образовательных учреждениях, так и вне их | ежедневно                                     | каждую неделю                                 | реже                                          | никогда                                       | не указано                                    | сумма | всего, отвечавших на вопрос о языке | 2006 |
| 252 | 5                                                          | 13                                            | 50                                            | 377                                           | 241                                           | 29                                            | 967   | 2813                                | 2936 |
| Доля от всех отвечавших на вопрос о языке, %                                                                                             |                                                            |                                               |                                               |                                               |                                               |                                               |       |                                     |      |
| 9,0 | 0,2                                                        | 0,5                                           | 1,8                                           | 13,4                                          | 8,6                                           | 1,0                                           | 34,4  | 100                                 |      |

| Типы частных жилищ (Тема 6 — 1(a) : Число частных домовладений по типу размещения, 2006) |          |         |                 |            |       |      |
| Отдельный дом                                                                            | Квартира | Комната | Переносные дома | не указано | сумма | 2006 |
| 926                                                                                      | 100      | 5       | 1               | 41         | 1073  | 2936 |

## Спорт
Регбийный клуб «Кашел».